# Necronomicon (Krautrock-Band)
Necronomicon ist eine deutsche Progressive-Rock-Band aus Aachen.

## Geschichte
Necronomicon aus Aachen ist eine der wenigen progressiven Gruppen, die es schon in den 1970er Jahren wagten, ihre Lieder in deutscher Sprache vorzutragen.
Gitarrist und Sänger Walter Sturm, Norbert Breuer, ebenfalls an der Gitarre und Sänger sowie Gerd Libber am Bass taten sich im Sommer 1970 zusammen und ergänzten die Gruppe durch den Schlagzeuger Harald Bernhard. Als fünfter Mann kam etwas später Fistus Dickmann am Keyboard dazu. Necronomicon, nach dem Buch von H.P. Lovecraft, war die erste deutsche Rockband unter diesem Namen. Der Name „Necronomicon“ sollte ganz bewusst nicht für Esoterik und die von Lovecraft beschriebenen „fiktiven kosmischen Gräuel“ stehen, sondern die Gruppe wollte mit ihrer Musik auf ganz handfeste reale Gräuel hinweisen.
1970 hatte Necronomicon noch Stücke von John Mayall, Pink Floyd, Ten Years After, Black Sabbath, Uriah Heep und Deep Purple gecovert. Ihre ersten eigenen Werke waren dann englisch gesungen.
1971 übernahm Detlev Hakenbeck den Bass und gab ihn 1972 an Bernhard Hocks weiter.
Im Frühjahr 1972 nahmen sie in einem kleinen Studio im holländischen Kerkrade auf einem Zweispurbandgerät von Revox sechs Titel für eine LP auf, die bei der Carl Lindström GmbH in Köln in einer Auflage von 500 Stück gepresst wurden. Der Titel Tips zum Selbstmord hat nichts mit Anleitungen zu tun, wie man individuell das eigene Leben beenden kann, sondern bezieht sich auf die Verwüstung der Erde durch den Menschen, der sich damit seine eigenen Lebensgrundlagen entzieht.
Für die selbst geklebte Hülle ließ die Gruppe sich etwas ganz besonderes einfallen: Sie ist fünffach auffaltbar, besteht also aus sechs quadratischen Flächen, die aufgeklappt ein Kreuz bilden. Das ganzheitliche, 1972 erstmals realisierte inhaltlich einheitliche Gesamtkonzept vom Gruppennamen, der Rockmusik, den deutschen Texten und dem Titel der LP fand seine künstlerische Komplettierung in der Covergestaltung von Harald Bernhard, dem Schlagzeuger der Gruppe und zwar nicht nur formal (Kreuz), sondern insbesondere auch inhaltlich (Themen: gedankenlose Umweltzerstörung, Überbevölkerung, Ausbeutung, Ungerechtigkeit, Gewalt). Diese LP ist heute eine der teuersten LPs auf dem internationalen Markt.
1973 kam Dieter Ose für Fistus Dickmann an die Tasten, und den Bass übernahm wieder Gründungsmitglied Gerd Libber. Walter Sturm war vorübergehend ausgestiegen, um bei Rufus Zuphall zu spielen, kam aber 1974 zurück.
In einem Werbefolder von Necronomicon anlässlich des bis dahin fertiggestellten neuen Musikprogramms war zu lesen:
„Unsere Musik soll auch jene ansprechen, die sich kaum bzw. niemals mit den Tatsachen der Kriege, der sozialen Missstände und der Umweltgefährdung auseinandersetzen. Deshalb kombinieren wir unsere Musik mit deutschen Texten. Charakteristisch für den Musikstil von Necronomicon sind, soweit eine Einordnung erforderlich ist, Einflüsse aus Klassik, Jazz, Folklore und Rock. Mehrstimmiger Gesang wird als wichtiges Klangelement eingesetzt.“
1976 kam es zunächst zur Auflösung von Necronomicon. Walter Sturm, Harald Bernhard und Dieter Ose machten jedoch kurz darauf mit neuem Konzept und dem Bassisten Bernd Oppitz weiter. Wichtige Neuerung: englische statt deutsche Texte, neues Programm mit kürzeren, teils rockigeren, teils melodischeren Eigenkompositionen. In der genannten Viererbesetzung machten sie unverändert bis 1981 weiter und lösten sich dann zunächst endgültig auf. Nach dem plötzlichen und unerwarteten Tod von Dieter Ose im August 2007 wurden Mitschnitte des neuen Programms 2009 auf der CD Strange Dreams veröffentlicht.
Seit Ende 2010 macht Necronomicon in nahezu Originalbesetzung (Harald Bernhard, Schlagzeug; Norbert Breuer, Gitarre; Gerd Libber, Bass; Walter Sturm, Gitarre) wieder Musik. Als Keyboarder wirkt jetzt Helmut Herzog mit Original-Sound (Hammond plus Leslie) und zusätzlicher Mellotron-Emulation mit. Seit 2013 bereichert Karl Swiontek den Sound mit Querflöte.

## Stil
Necronomicon kombiniert progressive Rockmusik mit deutschen Texten. Charakteristisch für den Musikstil von Necronomicon sind, soweit eine Einordnung erforderlich ist, Einflüsse aus Klassik, Jazz, Folklore und Rock. Mehrstimmiger Gesang wird als wichtiges Klangelement eingesetzt. Die durchkomponierten Songs sind typisch für die 1970er Jahre: vielschichtig, mit zahlreichen Stil- und Tempowechseln, mehrstimmigen Gitarren- und Orgelpassagen aber auch Raum für Improvisationen.

## Diskografie
- 1972: Tips zum Selbstmord (Album)
- 1990: Vier Kapitel (4-LP-Box, Little Wing of Refugees)
- 2009: Strange Dreams (Garden of Delights) (aufgenommen 1976)
- 2012: Haifische (LP/CD, Eigenverlag)
- 2016: NECRONOMICON Live in Concert 1973 (Doppel-LP, Eigenverlag)
- 2017: Verwundete Stadt (LP/CD, Eigenverlag)
- 2022: Tips zum Selbstmord (Neuauflage) (LP, Guerssen-Records)